# Hudba Hradní stráže a Policie České republiky

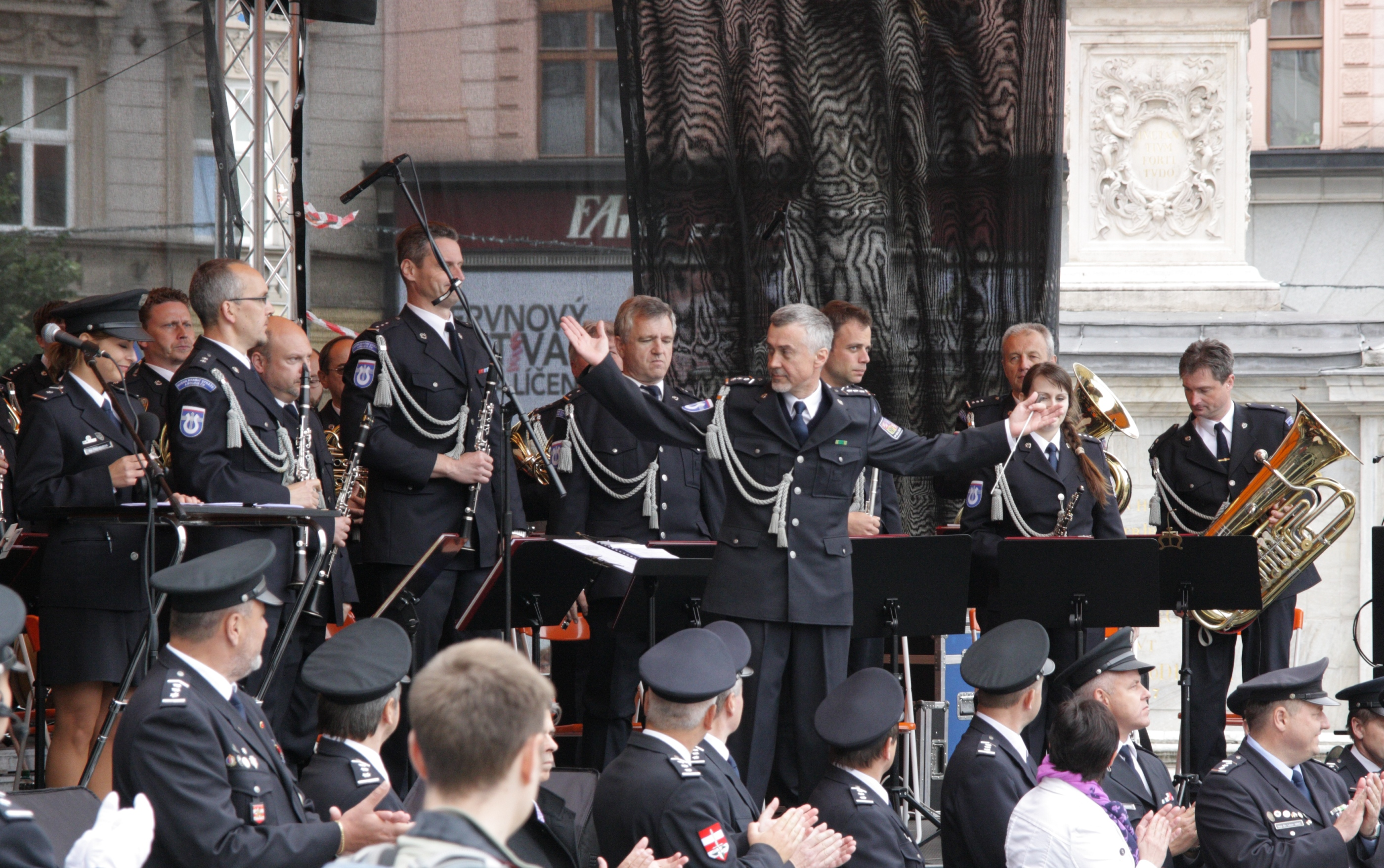
HHS a PČR s dirigentem Jiřím Kubíkem, Brno, květen 2014

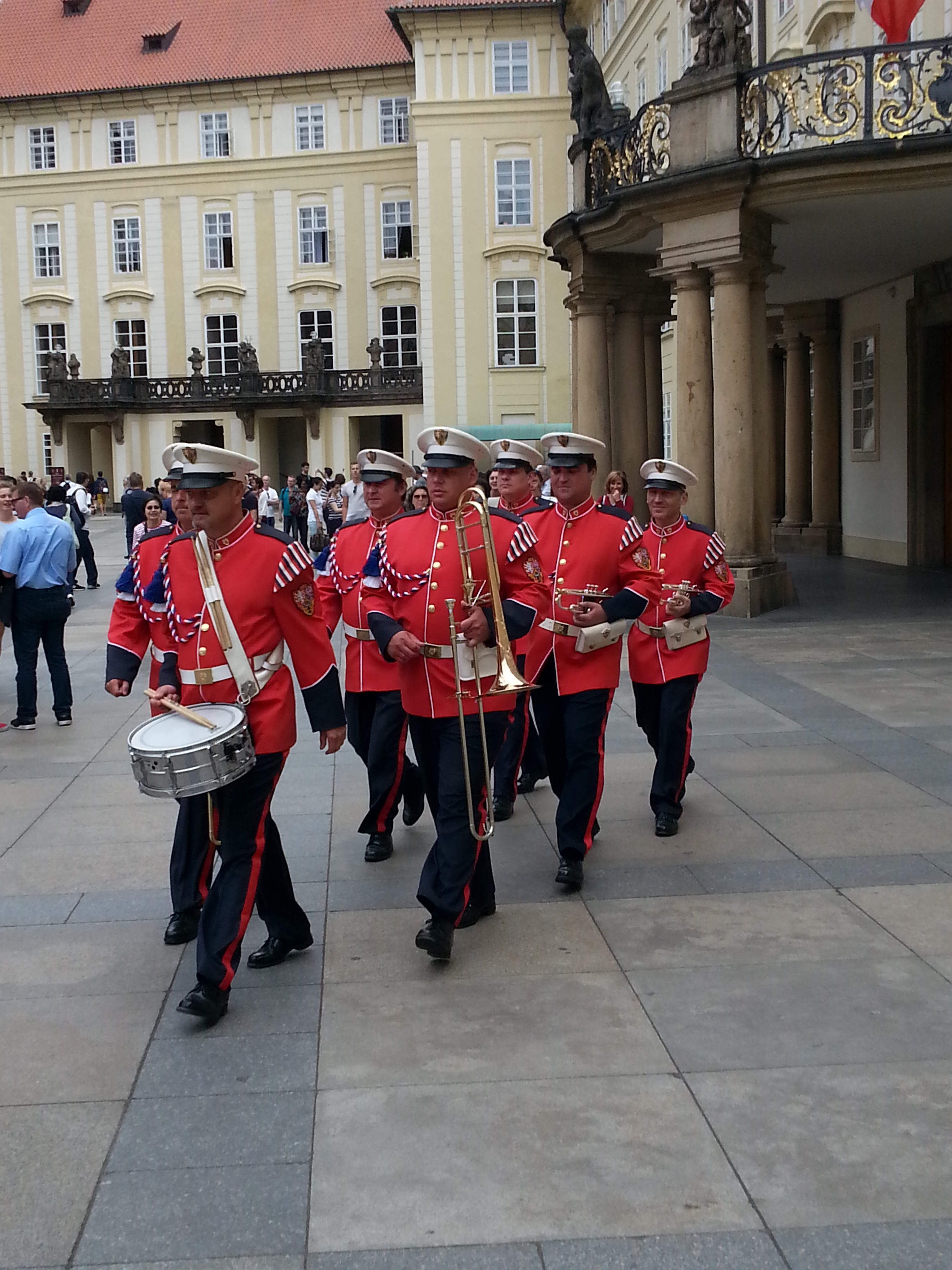
červen 2015

Hudba Hradní stráže a Policie České republiky je společným hudebním tělesem Hradní stráže a Policie ČR.

## Historie a současnost HHS a PČR
Hudba Hradní stráže vznikla v roce 1945 a navázala na tradici vojenských, policejních i četnických hudeb z období první Československé republiky. Mezi hlavní povinnosti tohoto souboru patří zajištění hudebního doprovodu při státních ceremoniích na Pražském hradě, především státních návštěv a nástupních audiencí velvyslanců.
V rámci tohoto tělesa působí menší soubory – dechové trio Domino, Žesťový kvintet, Dechový oktet, Big Band, skupina Largo, skupina Richard a malý dechový orchestr Formanka. Jejich zaměření i repertoár doplňují široký záběr působnosti orchestru.
Hudba Hradní stráže a Policie České republiky dosud[kdy?] hostovala v šestnácti státech Evropy, Mongolsku, Japonsku a USA, kde v roce 2002 provedla samostatný koncert v Carnegie Hall.
V 90. letech hudbu vedl dirigent Rudolf Rydval. Současným (2023) šéfdirigentem je plk. Václav Blahunek, dalšími dirigenty jsou plk. Jiří Kubík a plk. Jan Zástěra, manažerem je Mgr. Pavel Pelán.